# ألبرت موراي (رسام)
ألبرت موراي (بالإنجليزية: Albert Murray)‏ هو رسام أمريكي، ولد في 29 ديسمبر 1906 في إمبوريا في الولايات المتحدة، وتوفي في 24 مارس 1992 في غينزفيل في الولايات المتحدة.